# Purpendicular
Purpendicular este al cincisprezecelea album de studio al trupei Engleze de rock Deep Purple. A fost înregistrat la Greg Rike Productions, Orlando, Florida, din Februarie până în Octombrie 1995. Titlul albumului este o combinație între numele formației și cuvântul "Perpendicular".

## Tracklist
1. "Vavoom: Ted The Mechanic" (4:16)
2. "Loosen My Strings" (5:57)
3. "Soon Forgotten" (4:47)
4. "Sometimes I Feel Like Screaming" (7:29)
5. "Cascades: I'm Not Your Lover" (4:43)
6. "The Aviator" (5:20)
7. "Rosa's Cantina" (5:10)
8. "A Castle Full of Rascals" (5:11)
9. "A Touch Away" (4:36)
10. "Hey Cisco" (5:53)
11. "Somebody Stole My Guitar" (4:09)
12. "The Purpendicular Waltz" (4:45)

- Toate cântecele au fost scrise de Ian Gillan, Steve Morse, Roger Glover, Jon Lord și Ian Paice.

## Componență
- Ian Gillan - voce, muzicuță
- Steve Morse - chitară
- Roger Glover - bas
- Jon Lord - orgă , clavaituri
- Ian Paice - tobe